# 군 표현의 지표
군 표현론에서, 군 표현의 지표(指標, 영어: character 캐릭터[*])는 공액류에 대한, 표현 행렬의 대각합인 유함수이다.

## 정의
{\displaystyle G}가 군이고, {\displaystyle V}가 체 {\displaystyle k}에 대한 벡터 공간이고, {\displaystyle \rho \colon G\to \operatorname {GL} (V)}가 군 표현이라고 하자. {\displaystyle G}의 공액류의 집합을 {\displaystyle [G]}로 쓰자. 그렇다면 표현 {\displaystyle \rho }의 지표 {\displaystyle \chi _{\rho }\colon [G]\to k}는 다음과 같은 함수다.
{\displaystyle \chi _{\rho }([g])=\operatorname {tr} \rho (g)}. ({\displaystyle g\in G}, {\displaystyle [g]\in G}는 {\displaystyle g}의 공액류)

## 성질
표현 {\displaystyle \rho }의 차원은 {\displaystyle \dim \rho =\chi _{\rho }(1)}이다.
지표는 군 표현의 직합과 텐서곱을 준수한다. 즉,
{\displaystyle \chi _{\rho \oplus \sigma }=\chi _{\rho }+\chi _{\sigma }}
{\displaystyle \chi _{\rho \otimes \sigma }=\chi _{\rho }\chi _{\sigma }}
이다.
표현의 텐서 제곱 {\displaystyle \rho \otimes \rho }는 다음과 같이 대칭 및 반대칭 성분으로 분해할 수 있다.
{\displaystyle \rho \otimes \rho =\operatorname {Sym} ^{2}(\rho )+\rho \wedge \rho }.
이 경우,
{\displaystyle \chi _{\rho \wedge \rho }(g)={\frac {1}{2}}\left((\chi _{\rho })^{2}(g)-\chi _{\rho }(g^{2})\right)}
{\displaystyle \chi _{\operatorname {Sym} ^{2}(\rho )}(g)={\frac {1}{2}}\left((\chi _{\rho })^{2}(g)+\chi _{\rho }(g^{2})\right)}
이다.
복소수 벡터 공간 위 표현의 경우, 다음이 성립한다.
{\displaystyle \chi _{\rho ^{*}}={\bar {\chi }}_{\rho }}.
여기서 {\displaystyle \rho ^{*}}는 복소 표현의 행렬 원소들의 (전치 없는) 복소켤레 표현이고, {\displaystyle {\bar {\chi }}_{\rho }}는 {\displaystyle \chi _{\rho }}의 복소켤레이다.

## 역사
페르디난트 게오르크 프로베니우스가 1896년에 유한군의 지표론을 제창하였다. 이는 군 표현이 정의되기 이전이었고, 군 표현론의 시초로 여겨진다.

## 같이 보기
- 지표표